# Мулла-Али
Мулла-Али — село в Кизлярском районе Дагестана. Входит в состав Большезадоевского сельского совета.

## Географическое положение
Расположено на левом берегу реки Старый Терек, в 6 км к востоку от центра сельского поселения — Большезадоевское и в 15 км к северо-востоку от города Кизляр.

## Население
| 1926 | 1970 | 1989 | 2002 | 2010 | 2021 |
| ---- | ---- | ---- | ---- | ---- | ---- |
| 71   | ↗182 | ↘77  | ↘62  | ↗64  | ↗66  |

Национальный состав
По данным Всесоюзной переписи населения 1926 года:
| № | Национальность | Численность, чел. | Доля |
| - | -------------- | ----------------- | ---- |
| 1 | ногайцы        | 62                | 87 % |
| 2 | персы          | 9                 | 13 % |

По данным Всероссийской переписи населения 2010 года:
| № | Национальность | Численность, чел. | Доля   |
| - | -------------- | ----------------- | ------ |
| 1 | аварцы         | 50                | 78,1 % |
| 2 | другие         | 14                | 21,9 % |

По данным Всероссийской переписи 2010 года, в селе проживало 64 человека (29 мужчин и 35 женщин).